# Вейденбос, Жюль Альберт
Жюль Альберт Вейденбос (нидерл. Jules Albert Wijdenbosch; 2 мая 1941, Парамарибо — 30 апреля 2025, Парамарибо) — политический деятель государства Суринам, президент Суринама (1996—2000).

## Биография
Являлся членом Национальной демократической партии, которая имела абсолютную власть в государстве в 1980-х годах.
Жюль Вейденбос был премьер-министром с 1987 по 1988 год, вице-президентом с января по сентябрь 1991 года и президентом Суринама с 1996 по 2000 год, передав пост Рональду Венетиану. Считается, что реальная власть за годы президентства Вейденбоса принадлежала Дези Баутерсе.
Именем Жюля Вейденбоса назван мост через реку Суринам.
Скончался 30 апреля 2025 года в Парамарибо в возрасте 83 лет.